# APRS
Автоматична система звітування про пакети (APRS) — узагальнена назва протоколу аматорської радіосистеми для цифрової передачі в режимі реального часу інформації. Дані можуть містити координати глобальної системи позиціонування об’єктів (GPS), ненаправлений маяк, телеметрію метеостанції, текстові повідомлення, оголошення, запити та іншу телеметрію. Дані APRS можна відобразити на карті, на якій можуть бути відображені станції, об’єкти, сліди рухомих об’єктів, метеостанції, дані пошуку та порятунку, а також дані пеленгації.

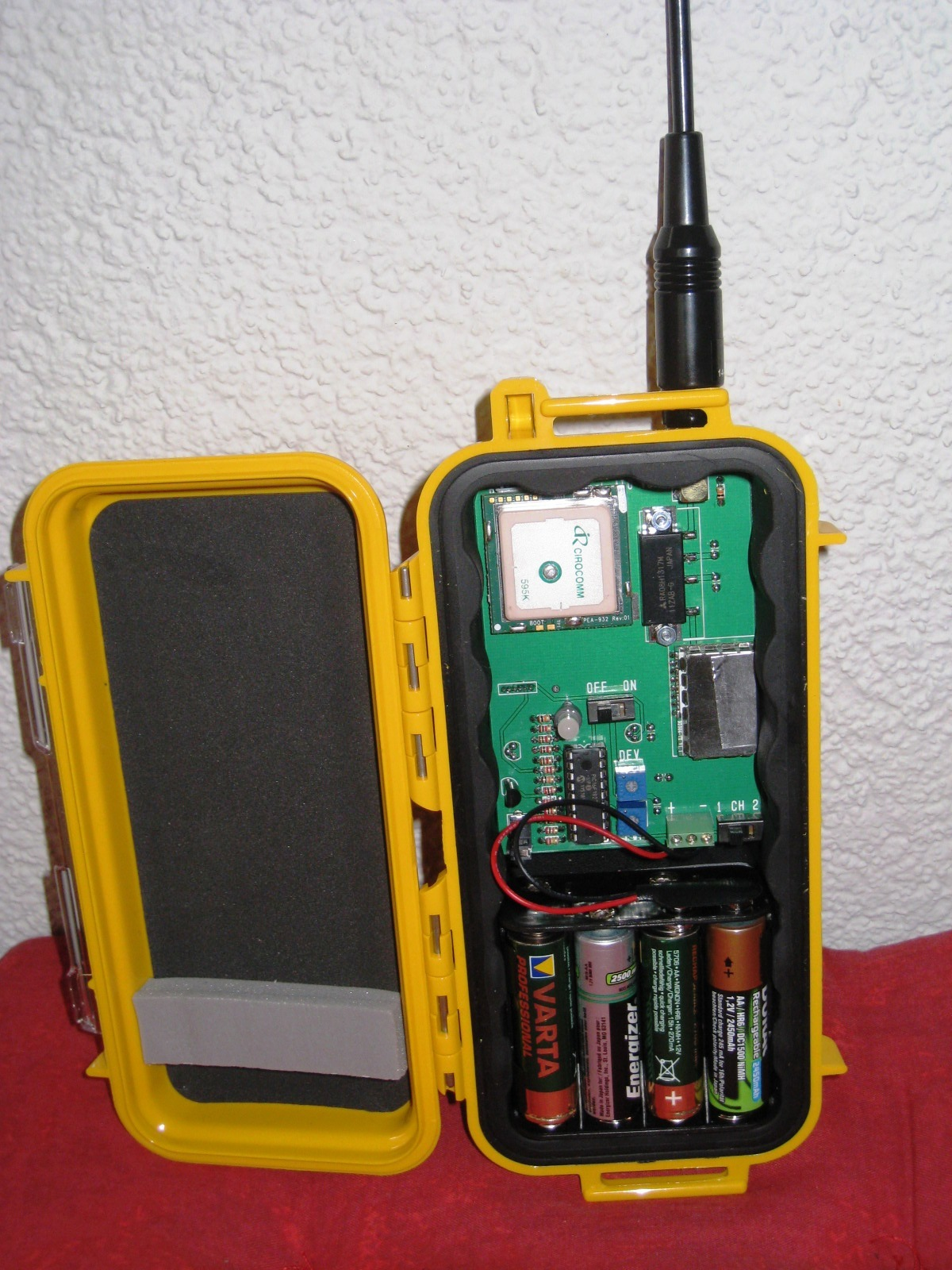
радіоаматорський APRS трекер, з GPS приймачем, TNC і УКХ передавачем

Дані APRS, як правило, передаються на одній спільній частоті (залежно від країни), щоб повторюватися місцевими ретрансляційними станціями (дігіпітерами) для широкого місцевого споживання. Крім того, усі такі дані зазвичай надходять в Інтернет-систему APRS (APRS-IS) через підключений до Інтернету приймач (IGate) і поширюються по всьому світу для повного й негайного доступу. Дані, надані через радіо або Інтернет, збираються всіма користувачами та можуть поєднуватися із зовнішніми даними карти для створення спільного перегляду в реальному часі.
APRS був розроблений з кінця 1980-х років Бобом Брунінгою (позивний WB4APR) старшим інженером-дослідником Військово-морської академії США. Він підтримував головний веб-сайт APRS до своєї смерті в 2022 році. Назва "APRS" була похідним від його позивного.

## Історія створення
Боб Брунінга, старший інженер-дослідник Військово-морської академії Сполучених Штатів, реалізував найдавнішого предка APRS на комп’ютері Apple II у 1982 році. Ця рання версія використовувалася для картографування високочастотних звітів про положення ВМС. Перше використання APRS відбулося в 1984 році, коли Брунінга розробив більш досконалу версію на VIC-20 для звітування про положення та стан коней під час бігу на витривалість на 100 миль (160 км).
Протягом наступних двох років Брунінга продовжував розробляти систему, яку він тоді назвав Системою екстреного руху без підключення (CETS). Після серії навчань Федерального агентства з управління надзвичайними ситуаціями (FEMA) з використанням CETS систему було перенесено на персональний комп’ютер IBM. На початку 1990-х років CETS (тоді відома як Автоматична система звітування про місцезнаходження) продовжувала розвиватися до своєї нинішньої форми.
Оскільки технологія GPS стала доступнішою, "Позиція" була замінена на "Пакет", щоб краще описати більш загальні можливості системи та підкреслити її використання, окрім простого звітування про місцезнаходження.
Брунінга також заявив, що APRS не мала бути системою відстеження положення транспортного засобу, і її можна інтерпретувати скоріше як «автоматичну систему звітування про присутність».

## Огляд мережі
APRS (Automatic Packet Reporting System) — це цифровий протокол зв’язку для обміну інформацією між великою кількістю станцій, що охоплюють велику (локальну) територію, яку часто називають «IP-ерами». Оскільки мережа передачі даних розрахована на багато користувачів, вона значно відрізняється від звичайної пакетної передачі даних. Замість того, щоб використовувати з’єднані потоки даних, де станції з’єднуються одна з одною, а пакети підтверджуються та повторно передаються у разі втрати, APRS працює повністю у режимі без з’єднання, використовуючи ненумеровані кадри AX.25.
Пакети APRS передаються всім іншим станціям для їх прослуховування та використання. Повторювачі пакетів, які називаються дигіпітерами, утворюють основу системи APRS і використовують технологію зберігання та пересилання для повторної передачі пакетів. Усі станції працюють на одному радіоканалі, і пакети переміщуються мережею від дігіпітера до дігіпітера, поширюючись назовні від точки їхнього походження. Усі станції в радіусі дії кожного дигіпітера отримують пакет. На кожному дигіпітері шлях пакета змінюється. Пакет повторюватиметься лише через певну кількість дигіпітерів — або переходів — залежно від важливого параметра «PATH».
Діджіпітери відстежують пакети, які вони пересилають протягом певного періоду часу, таким чином запобігаючи повторній передачі дублікатів пакетів. Це запобігає циркуляції пакетів у нескінченних циклах всередені спеціальної (ad hoc) мережі . Зрештою, більшість пакетів прослуховуються шлюзом APRS Internet Gateway, який називається IGate, і пакети направляються на магістраль APRS Інтернету (де повторювані пакети, отримані іншими IGates, відкидаються) для відображення чи аналізу іншими користувачами, підключеними до сервера APRS-IS, або на веб-сайті, призначеному для цієї мети.
Хоча здається, що використання непідключених і ненумерованих пакетів без підтвердження та повторної передачі на спільному та іноді перевантаженому каналі призведе до низької надійності через втрату пакета, це не так, оскільки пакети передаються (транслюються) усім і багаторазово множаться кожним дигіпітером. Це означає, що всі дигіпітери та станції в діапазоні отримують копію, а потім передають її на всі інші дигіпітери та станції в їхньому діапазоні. Результатом є те, що пакети примножуються більше, ніж втрачаються. Тому іноді пакети можна почути на деякій відстані від станції відправника. Пакети можуть повторюватися в цифровому вигляді на десятки або навіть сотні кілометрів, залежно від висоти та радіусу дії дигіпітерів у цьому районі.
Коли пакет передається, він дублюється багато разів у міру випромінювання, приймаючи всі доступні шляхи одночасно, доки не буде використано кількість «стрибків», дозволених налаштуванням шляху.

## Позіції/Об'єкти/Елементи

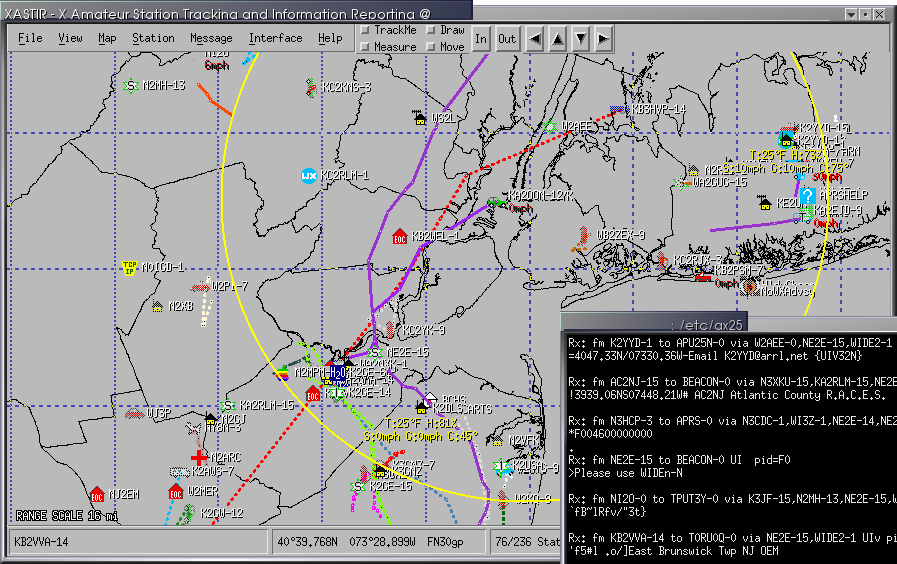
Знімок екрана дисплея APRS у XASTIR, програмній системі APRS для Linux/Unix. Розташування станцій, об’єкти та предмети відображаються на карті, що накладає на округи Нью-Йорка. Необроблені повідомлення APRS відображаються у вікні терміналу внизу праворуч.

APRS містить ряд типів пакетів, включаючи позицію/об’єкт/елемент, статус, повідомлення, запити, звіти про погоду та телеметрію. Пакети позиції/об’єкта/елементу містять широту та довготу, а також маркер, який буде відображено на карті, і мають багато додаткових полів для висоти, курсу, швидкості, випромінюваної потужності, висоти антени над місцевістю, посилення антени та робочої частоти. Позиції стаціонарних станцій налаштовуються в програмному забезпеченні APRS. Рухомі станції (портативні чи мобільні) автоматично отримують інформацію про своє місцезнаходження від приймача GPS, підключеного до обладнання APRS.
Відображення карти використовує ці поля, щоб побудувати діапазон зв’язку всіх учасників і полегшити можливість зв’язуватися з користувачами як у звичайних, так і в екстрених ситуаціях. Кожен пакет позицій/об’єктів/елементів може використовувати будь-який із кількох сотень різних символів. Положення/об’єкти/елементи також можуть містити інформацію про погоду або бути будь-якою кількістю десятків стандартизованих символів погоди. Кожен маркер на карті APRS може відображати багато атрибутів, розрізнених за кольором або іншим способом.
Перелік атрибутів:
- Рухоме або нерухоме
- Числення координат різними способами
- Повідомлення capable or not capable
- Станція, об'єкт або предмет
- Власний об'єкт або інший станційний об'єкт/предмет
- Екстрений, пріоритетний або спеціальний

## Статус/Повідомлення
Пакет «Статус» — це формат вільного поля, який дозволяє кожній станції повідомляти про свою поточну місію чи програму, або контактну інформацію, або будь-яку іншу інформацію чи дані, які можуть бути негайно використані. Пакет повідомлень можна використовувати для повідомлень типу «точка-точка», бюлетенів, оголошень або навіть електронної пошти. Бюлетені та оголошення обробляються спеціально та відображаються на одній «дошці оголошень спільноти». Ця дошка оголошень спільноти має фіксований розмір, і всі бюлетені з усіх плакатів сортуються на цьому дисплеї. Мета цього відображення — бути узгодженим та ідентичним для всіх приймачів, щоб усі учасники бачили ту саму інформацію одночасно. Оскільки рядки сортуються на дисплеї, окремі автори оголошень можуть редагувати, оновлювати або видаляти окремі рядки своїх бюлетенів у будь-який час, щоб підтримувати дошку оголошень актуальною для всіх глядачів.
Усі повідомлення APRS доставляються онлайн-одержувачам у режимі реального часу. Повідомлення не зберігаються та не пересилаються, а повторюються, доки не закінчиться час очікування. Доставка цих повідомлень є глобальною, оскільки APRS-IS розповсюджує всі пакети на всі інші IGate у світі, а ті, які є повідомленнями, фактично повертаються до RF через будь-який IGate, який знаходиться поблизу передбачуваного одержувача.

### Електронна пошта
Повідомлення про особливий випадок можна надіслати на адресу EMAIL, де ці повідомлення виймаються з APRS-IS у режимі реального часу, загортаються у стандартне повідомлення електронної пошти та пересилаються на звичайну електронну пошту Інтернету. Це дозволяв зробити механізм електронної пошти WU2Z до 2019 року, коли його замінив шлюз електронної пошти javAPRSSrvr.

## Можливості APRS
У своїй найпростішій реалізації APRS використовується для передачі даних у реальному часі, інформації та звітів про точне місцезнаходження людини чи об’єкта за допомогою сигналу даних, що надсилається через аматорські радіочастоти. На додаток до можливостей звітування про місцезнаходження в реальному часі за допомогою підключених приймачів GPS, APRS також здатний передавати широкий спектр даних, включаючи звіти про погоду, короткі текстові повідомлення, пеленги радіопеленгації, телеметричні дані, короткі повідомлення електронної пошти (тільки для надсилання) і прогнози шторму. Після передачі ці звіти можна об’єднати з комп’ютером і картографічним програмним забезпеченням для відображення переданих даних, накладених з великою точністю на карту.
Хоча побудова карти є найпомітнішою функцією APRS, не слід ігнорувати можливості обміну текстовими повідомленнями та локального поширення інформації в поєднанні з надійною мережею; Управління управління надзвичайними ситуаціями штату Нью-Джерсі має розгалужену мережу станцій APRS, що дозволяє обмінюватися текстовими повідомленнями між усіма оперативними центрами надзвичайних ситуацій округу в разі збою звичайного зв’язку.

## Технічна інформація
У своїй найпоширенішій формі APRS передається через протокол AX.25 за допомогою 1200-біт/с Bell 202 AFSK на частотах, розташованих у 2-метровому аматорському діапазоні.
144,800 МГц: Україна
144,39 МГц: Північна Америка, Аргентина, Колумбія, Чилі, Індонезія, Малайзія, Сінгапур, Таїланд
144,575 МГц : Нова Зеландія
144,64 МГц : Китай, Тайвань
144,66 МГц: Японія
144,8 МГц: Південна Африка, Європа, росія
144,93 МГц: Уругвай, Панама
145,175 МГц : Австралія
145,57 МГц : Бразилія
145,825 МГц: Міжнародна космічна станція та інші супутники
Розгалужений цифровий ретранслятор або мережа «дігіпітер» забезпечує передачу пакетів APRS на цих частотах. Станції шлюзу Інтернету (IGates) підключають мережу APRS до Інтернет-системи APRS (APRS-IS), яка служить всесвітньою магістралью з високою пропускною здатністю для даних APRS. Станції можуть підключатися до цього потоку безпосередньо, а низка баз даних, підключених до APRS-IS, надають доступ до даних через Інтернет, а також розширені можливості аналізу даних. Ряд супутників на низькій орбіті Землі, включаючи Міжнародну космічну станцію, здатні передавати дані APRS.

## APRS в Україні
Станції мережі APRS можна подивитись на мапі.